# Фанза
ФАНЗА — (кит.: [фан-цзи] ) — китайське прямокутне кам'яне або саманне житло каркасного типу з двосхилим дахом, вкритим соломою, очеретом, черепицею. Обігрівається канами — широкими димоходами, що йдуть від вогнища під долівкою.